# Миовени
Миовени (рум. Mioveni) — город в Румынии, в жудеце Арджеш, недалеко от города Питешти. Численность населения составляет 35 849 человек (2002). Городу административно подчинены четыре деревни: Клучеряса (Clucereasa), Колибаши (Colibaşi), Феджету (Făgetu) и Раковица (Racoviţa).

## История
Населённый пункт впервые упоминается в письменных источниках в 1485 году.
Сооружение в 1968 году завода по производству автомобилей Dacia (Дачия) способствовало значительному развитию города.

## Экономика
Помимо завода по производству автомобилей компании Automobile Dacia S.A., дочернего предприятия Renault, в городе находится ядерный научно-исследовательский институт и тюрьма строгого режима.

## Спорт
В Миовени имеется собственный футбольный клуб «Дачия Миовени», основанный в 2000 году.